# Lingua ǀgwi
La lingua ǀgwi è una lingua parlata nell'Africa sudoccidentale, appartenente alla famiglia delle lingue khoisan; è considerata parte del gruppo delle lingue khoe-kwadi, ramo settentrionale delle lingue khoisan. La lingua è conosciuta con diversi altri nomi (dcui, gcwi, g|wi, g|wikhwe, g!wikwe).
Lo ǀgwi viene parlato da circa 2.500 persone stanziate nella parte occidentale del Botswana; buona parte dei parlanti è però bilingue o trilingue con altri idiomi della zona, come il naro, lo tswana o il gǁana.
Il ǀgwi, analogamente alle altre lingue khoisan, è una lingua tonale ed è contraddistinta dalla presenza di numerose consonanti clic (prodotte facendo schioccare la lingua contro il palato o contro i denti); nella lingua ǀgwi sono presenti 4 clic di base: palatale, laterale, dentale e postalveolare, mentre non viene usato il clic bilabiale.